# Colisión de trenes en el Metro de la Ciudad de México de 2023
La colisión de trenes en la Ciudad de México de 2023 fue un accidente ferroviario ocurrido el 7 de enero de ese año, alrededor de las 09:16 (UTC -6). El suceso ocurrió entre las estaciones Potrero y La Raza de la Línea 3 del Metro de la Ciudad de México, y tuvo como consecuencia la muerte de 1 persona y 59 lesionados. El choque ocurrió cuando se reparaba un daño deliberado en los sistemas de comunicación y pilotaje en las inmediaciones de la estación Potrero cuando el tren identificado 0024 chocó al 0023 que se encontraba en el túnel de la interestación.

## Antecedentes
En los últimos años, el Metro de la Ciudad de México ha presentado diversos accidentes, entre ellos las colisiones de trenes ocurridas en 2015, en 2020 y el incendio del Puesto de Control Central en 2021, aunado a la caída de un convoy de la Línea 12 en 2021.
El Puesto de Control Central (PCC) del Sistema de Transporte Colectivo (STC) —el organismo descentralizado que gestiona el transporte—recibió un reporte de falla en los sistemas de comunicación y de pilotaje de los trenes de la línea. Personal de mantenimiento encontró quemados y cortados 48 metros lineales de cable y mil 200 empalmes en las zonas oriente y poniente de la estación Potrero, mismos que hacen funcionales a los sistemas de señalización, comunicaciones y pilotaje automático de la Línea 3.
El sitio del choque es un tramo de transición entre la parte subterránea de la línea y la superficial, por lo que testimonios de operadores indican que la visibilidad en el mismo es parcial, además de que el material rodante de la Línea no cuenta con faros para alumbrar el túnel y las luces indicadoras de dirección en ocasiones no funcionan.
Por otro lado, el Metro de la Ciudad de México sufre el robo de miles de metros de cable año con año, tanto por individuos como por grupos criminales organizados. En 2022 el cálculo del cable robado fue de 4 mil 707 metros, causando un estimado de 50 millones de pesos mexicanos en pérdidas por la reposición. Estos robos ocurren en su mayoría en registros cercanos a las calles, sobre todo en las Líneas 1, 2 y 3.

## Desarrollo
El sábado 7 de enero de 2023 a las 9:06 de la mañana, se reportó el impacto del material rodante 24 contra el 23 en el túnel de la línea 3 del Metro de la Ciudad de México, en el tramo ubicado entre las estaciones Potrero y La Raza. Por el choque falleció Yaretzi Adriana Hernández Fragoso, una joven estudiante de artes plásticas de 18 años, y resultaron heridas al menos 59 personas y otras cuatro quedaron atrapadas entre los restos de los vagones, incluyendo al operador de uno de los trenes siniestrados. El resto de los pasajeros fueron evacuados de los vagones restantes.

## Consecuencias

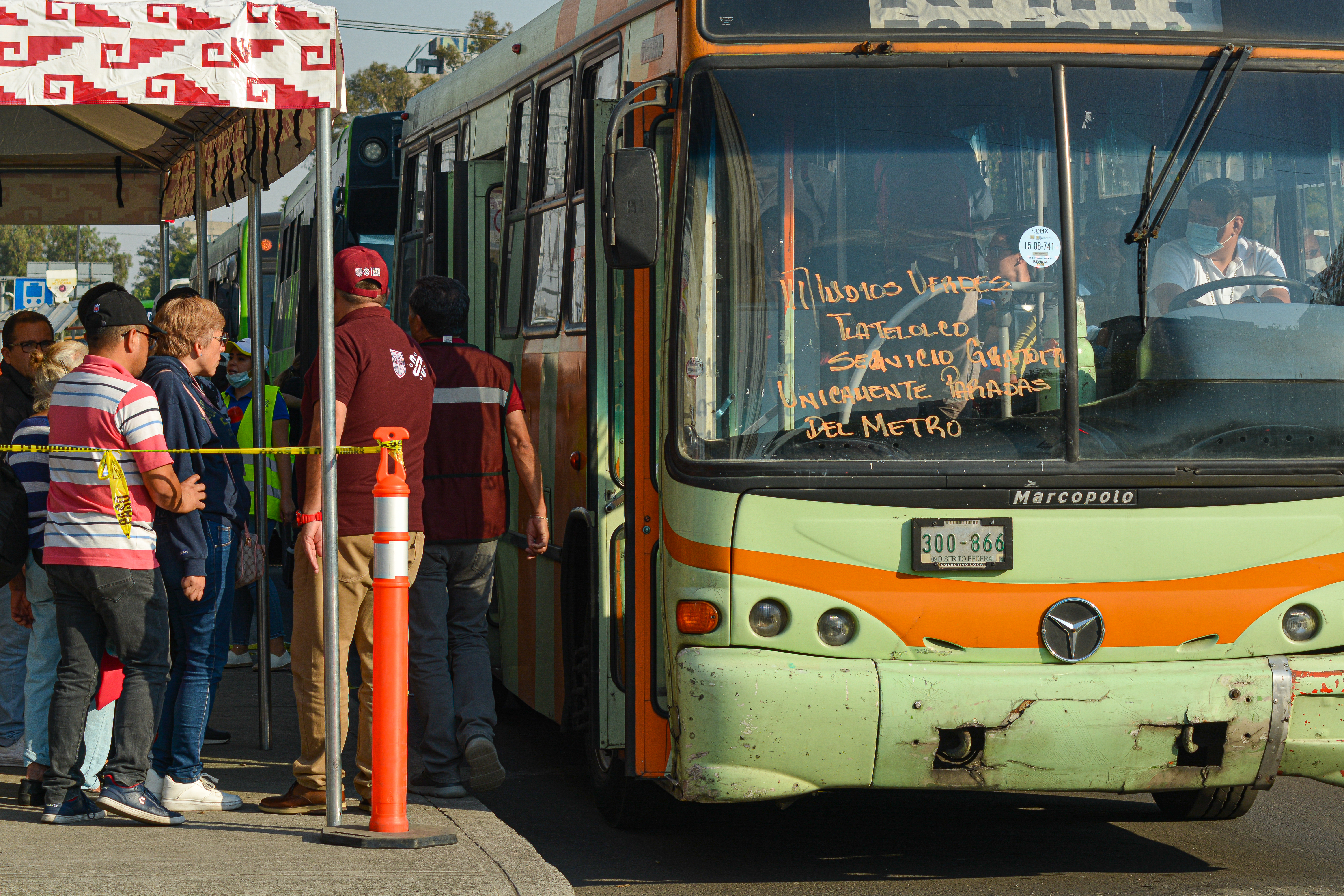
Pasajeros abordan autobuses del servicio emergente de RTP en la estación Tlatelolco de la línea 3.

Cuerpos de emergencia públicos y privados acudieron al sitio del incidente a prestar auxilio a las personas heridas. El Metro clausuró sus operaciones entre las estaciones Indios Verdes y Guerrero. La Fiscalía General de Justicia de la Ciudad de México (FGJCDMX) anunció una investigación penal sobre la colisión. Al lugar arribaron la jefa de gobierno de la Ciudad de México Claudia Sheinbaum, el secretario de gobierno Martí Batres y el secretario de seguridad ciudadana, Omar García Harfuch, sitio en donde brindaron una conferencia de prensa. El Ejército Mexicano desplegó el Plan DN-III con el fin de auxiliar a las personas heridas y apoyar las labores de rescate. La jefa de gobierno se encontraba en una gira en el estado de Michoacán, por lo que el gobierno de este estado le facilitó un helicóptero para realizar el viaje de vuelta a la capital de manera inmediata.
Las personas heridas fueron trasladadas en su mayoría al hospital privado San Ángel Inn de avenida Chapultepec, debido al seguro de gastos médicos que tiene el Metro de la Ciudad de México. Otros hospitales a donde fueron trasladados heridos fueron el 1.º de octubre del ISSSTE, el Magdalena de las Salinas y el 27 del IMSS, el Rubén Leñero y La Villa de la Secretaría de Salud de la Ciudad de México y el Juárez de la Secretaría de Salud federal. La jefa de gobierno Sheinbaum y la fiscal Ernestina Godoy realizaron visitas a las personas afectadas. La Comisión de Derechos Humanos de la Ciudad de México dispuso a 16 visitadores para acompañar a las víctimas del accidente en diferentes hospitales.
Las labores de peritaje de la FGJCDMX concluyeron a las 17:00, por lo que a esa hora comenzaron las labores de recuperación de la línea 3 por trabajadores del Sistema de Transporte Colectivo. A las 19:00 se anunció la sesión de un Consejo Consultivo donde además de instituciones de gobierno fueron convocados expertos de la Universidad Nacional Autónoma de México y el Instituto Politécnico Nacional con el fin de conocer las causas de la colisión.
Con el fin de proseguir el servicio de la línea interrumpida, fueron dispuestos autobuses de la Red de Transporte de Pasajeros y trolebuses del Sistema de Transportes Eléctricos.
El 8 de enero, la fiscal Ernestina Godoy anunció que se habían recuperado las cajas negras de los trenes impactados, mismas que dieron información relevante para la investigación. Por la mañana, un grupo de manifestantes realizó una protesta en la estación Chabacano, sitio en donde hicieron pintas.
El 9 de enero en su conferencia matutina el presidente Andrés Manuel López Obrador ante las críticas y acusaciones de los políticos de oposición, afirmó que el hecho provocó un «alboroto de zopilotes (...) es fuerte, pero es que no se puede traficar con el dolor humano, esa es una enajenación, eso es no tener escrúpulos morales de ninguna índole».
Más tarde, la jefa de gobierno acompañó en un recorrido a medios de comunicación. Al finalizar, indicó las probabilidades de que el accidente se debiera a «problemas operativos» entre los trenes, si bien la FGJCDMX no descartaría ninguna hipótesis detrás del choque. Por la tarde, un grupo de jóvenes realizaron una protesta en la estación Tasqueña rompiendo cristales y permitiendo el paso gratuito a las personas; fueron detenidos por policías de la Ciudad de México con equipo antimotines.
El servicio de la Línea 3 fue reanudado el 10 de enero por la mañana. Según el diario El Universal, investigaciones preliminares apuntan a que el accidente pudo ser provocado por un robo de cable en el tramo del impacto.
El rector de la Universidad Nacional Autónoma de México, Enrique Graue Wiechers, encabezó la inauguración de un mural en homenaje a Yaretzi Adriana Hernández Fragoso. La obra fue hecha en la Facultad de Artes y Diseño, en donde estudiaba al momento de su muerte.

## Investigación

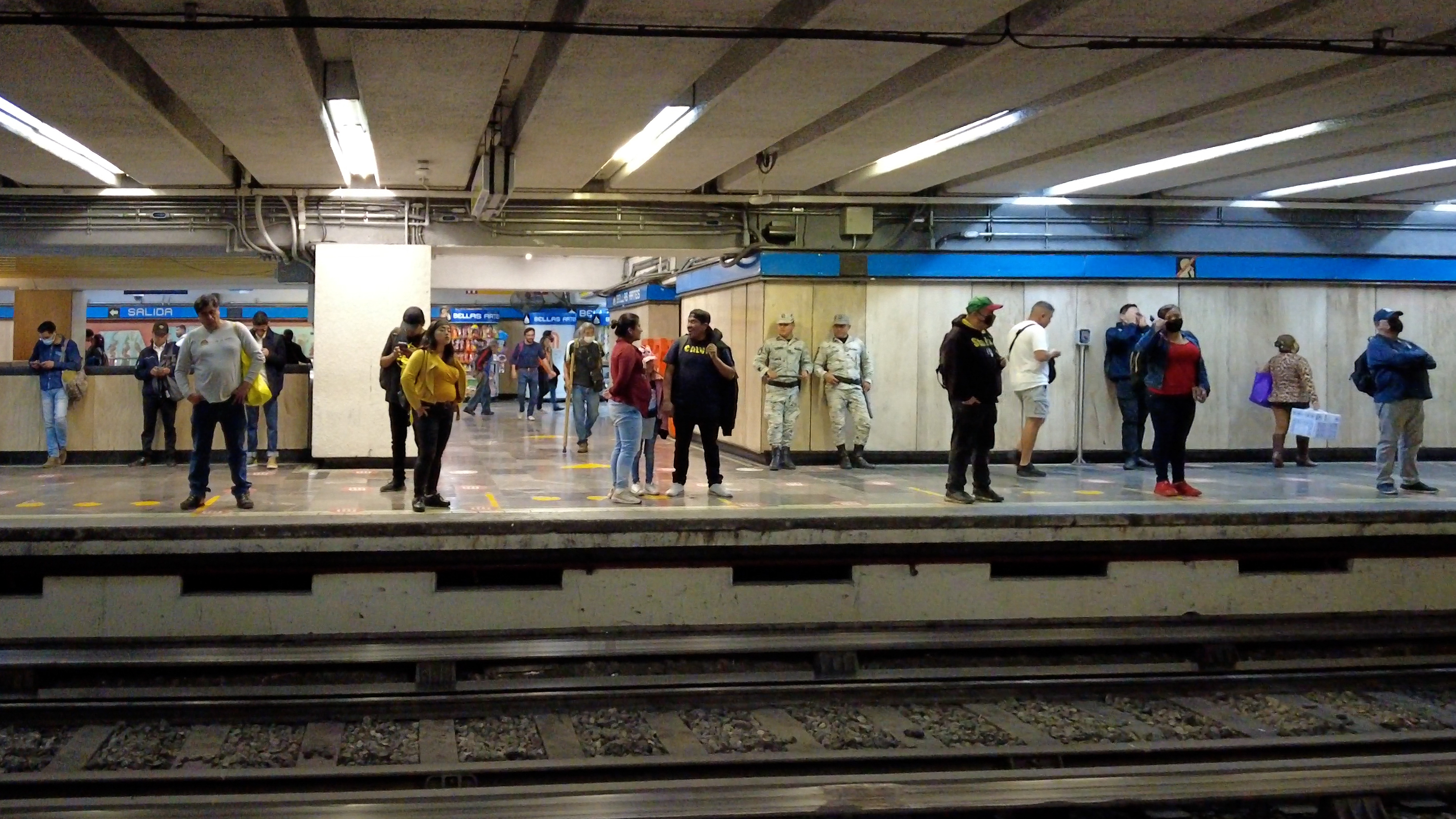
Dos elementos de la Guardia Nacional de México vigilan el andén de la estación Bellas Artes de la Línea 2 del Metro de la Ciudad de México.

El jueves 12 de enero, la jefa de gobierno Claudia Sheinbaum anunció que este choque ocurrió en un contexto de lo que calificó como «hechos atípicos». Describió presuntas irregularidades como el hallazgo por la FGJCDMX de la caja negra de uno de los trenes en una camioneta particular y no en el tren mismo y el hallazgo de faltante de cable en las inmediaciones del túnel donde ocurrió el accidente, el vandalismo de otro así como objetos de los propios trenes tirados en las vías. El mismo día se reportó el incendio de una llanta en la misma Línea 3 y la ponchadura de una llanta de caucho de un tren en la Línea 5.
Por ello, pidió al presidente López Obrador que se desplegara con urgencia la Guardia Nacional (GN) en las instalaciones del sistema. A partir de las 2 de la tarde de ese día fueron dispuestos 6 000 elementos desarmados para complementar la acción de vigilancia de los mismos elementos del STC y la Policía Bancaria e Industrial de la policía de la Ciudad de México. La decisión fue calificada por políticos de oposición como una acción de militarización. En tanto, organizaciones como el Centro de Derechos Humanos Miguel Agustín Pro Juárez externaron su preocupación ante el arribo de la GN por sus antecedentes en el uso excesivo de la fuerza policial, y Amnistía Internacional recalcó que la vigilancia del metro debería quedar al mando de civiles, «se atenta contra el principio de excepcionalidad, abonando al proceso de normalizar la militarización del país». Por la tarde, estudiantes de la UNAM realizaron una protesta en la estación Universidad de la Línea 3 que incluyó una evasión masiva así como una ofrenda a su compañera Yaretzi Adriana Hernández Fragoso.
El viernes 13 de enero, el presidente López Obrador defendió la decisión de la GN ante el riesgo de un accidente que tenga mayores repercusiones, «¡cómo no vamos a utilizar a la Guardia Nacional si se trata de proteger a la gente del Metro! Que tal que sí sean actos provocados y lo que quieren es que suceda una desgracia mayor», dijo el presidente en su conferencia matutina. El diario La Jornada confirmó que existía una línea de investigación en curso por parte de la FGJCDMX de que todos los hechos se enmarquen en una campaña de sabotaje. Una encuesta preliminar entre personas usuarias del Metro tuvo un 70 % de aprobación de la presencia de la GN en la vigilancia de las instalaciones.

### Conclusiones de la FGJCDMX

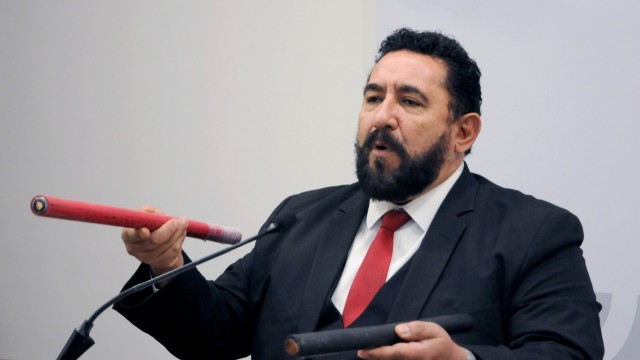
El vocero de la FGJCDMX, Ulises Lara, muestra un fragmento del cable dañado en la estación Potrero en la conferencia de prensa del anuncio de las conclusiones de la fiscalía el 27 de enero de 2023.

El 27 de enero el vocero de la FGJCDMX, Ulises Lara, anunció los resultados de las investigaciones en torno al accidente. Comentó que tras el rescate de las víctimas, peritos e investigadores realizaron una inspección en «vagones, túneles, vías y talleres (...) así como la fijación de material gráfico y la supervisión de las maniobras de retiro de trenes y materiales a los talleres». Dentro de esas investigaciones se obtuvieron las cajas negras del material rodante involucrado en la colisión, misma que la fiscalía no pudo encontrar en el contexto de los restos sino ya en la calle, en una camioneta del STC.
Lara indicó que la fiscalía concluyó que fueron dos las causas del accidente:

«1.- La quema y corte doloso de los cables ubicados en dos registros de conexión que contienen cableado eléctrico, de comunicaciones, señalización y pilotaje automático en la estación Potrero, en sus costados oriente y poniente.

2.- La conducción negligente del tren número 24 que no respetó las medidas de conducción en modo de seguridad, que significa no rebasar los 35 kilómetros por hora, lo que asegura que ante cualquier eventualidad el conductor pueda responder y evitar accidentes, garantizando reacciones adecuadas con la distancia y tiempo suficientes en forma segura.»

El día anterior al accidente, 6 de enero, el Puesto de Control Central (PCC) recibió un reporte de falla a las 20:00 en los sistemas de comunicación y de pilotaje de los trenes de la línea. Personal de la Gerencia de Mantenimiento acudió a revisar lo ocurrido y encontraron quemados y cortados 48 metros lineales de cable y mil 200 empalmes en los costados oriente y poniente de la estación Potrero. Los cables conectan los sistemas de señalización, comunicaciones y pilotaje automático de la Línea 3. La detección de la falla y la intervención oportuna del personal del STC evitó que no ocurrieran más accidentes del mismo tipo en el resto de la línea ya que el daño causado podría haber causado más choques.
El STC determinó a las 00:07 del viernes 7 que el daño a la infraestructura del metro era considerable. Reparar lo dañado llevaría distintos turnos del personal del Metro, por tanto, continuaría la operación de la línea el sábado bajo el protocolo de marcha de seguridad para la circulación de los trenes establecido por el STC, es decir, «adoptar conducción manual restringida de los trenes, lo que significa, entre otras cosas, que deben circular a una velocidad máxima de 15 kilómetros por hora en curva y 35 kilómetros por hora en línea recta, además de que no podrán cambiar a otro modo de conducción, sin previa autorización del PCC»
La investigación determinó que :

Del estudio correspondiente a la caja del tren 24, el registro electrónico mostró que salió de Potrero a las 09:05 en Conducción Manual Restringida (CMR), rebasó el límite de velocidad y el sistema lo detuvo de inmediato, pero después registra un cambio a Pilotaje Automático alcanzando una velocidad de 45 kilómetros por hora hasta el momento del impacto contra el tren 23. No existe evidencia de que el conductor realizara frenado de emergencia o alguna otra maniobra para detener el tren.

Por tanto, la FGJCDMX decidió acusar penalmente de homicidio doloso al conductor del tren 0024 al concluir que presuntamente actuó con negligencia, y fue detenido. El 1 de febrero un juez determinó la vinculación a proceso jurídico al conductor, mismo que llevó en su domicilio bajo una medida cautelar.
Igualmente, inició una investigación para buscar a los responsables del daño a los cables del sistema. A este respecto, el director del STC, Guillermo Calderón, informó que el robo y daños de cables del Metro son hechos por bandas criminales organizadas que sustraen miles de metros de cable de las instalaciones, principalmente de aquellas que son cercanas a las calles, mismas que se encuentran en su mayoría en las líneas 1, 2 y 3. Dicha problemática se habría intensificado en los últimos años, siendo 14 mil 500 metros entre 2019 y 2023, en tanto entre 2015 y 2019 el STC reportó solo 1 mil 713. La línea más afectada por esta situación es la número 2, en las zonas comprendidas entre las estaciones Cuatro Caminos y Panteones y Xola y Tasqueña.

## Reacciones
- El presidente Andrés Manuel López Obrador manifestó sus condolencias y su solidaridad con las víctimas.[33]
- El Sindicato Nacional del Sistema de Transporte Colectivo anunció en un comunicado que la posible causa del accidente podría ser una falla en el sistema del pilotaje automático de los trenes.[13]
- Varios políticos de oposición incluyendo a la alcaldesa de Cuauhtémoc Sandra Cuevas, calificaron el accidente producto de una posible negligencia por parte de Claudia Sheinbaum.[34]